# Гросензее (Тюрингія)
Гросензее (нім. Großensee) — громада в Німеччині, розташована в землі Тюрингія. Входить до складу району Вартбург. Складова частина об'єднання громад Берка/Верра.
Площа — 3,27 км2. Населення становить Невірний параметр metadata 16 063 036 ос. (станом на 31 грудня 2021).

## Галерея

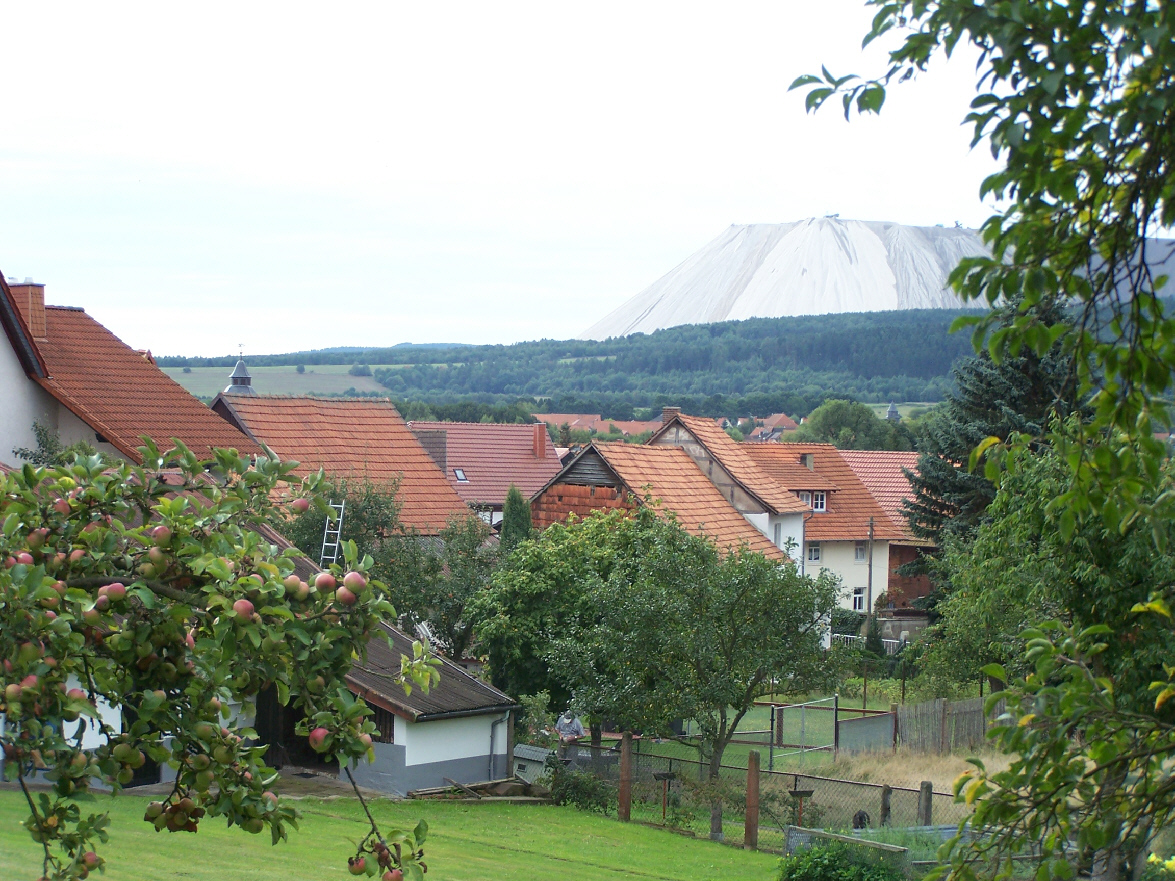
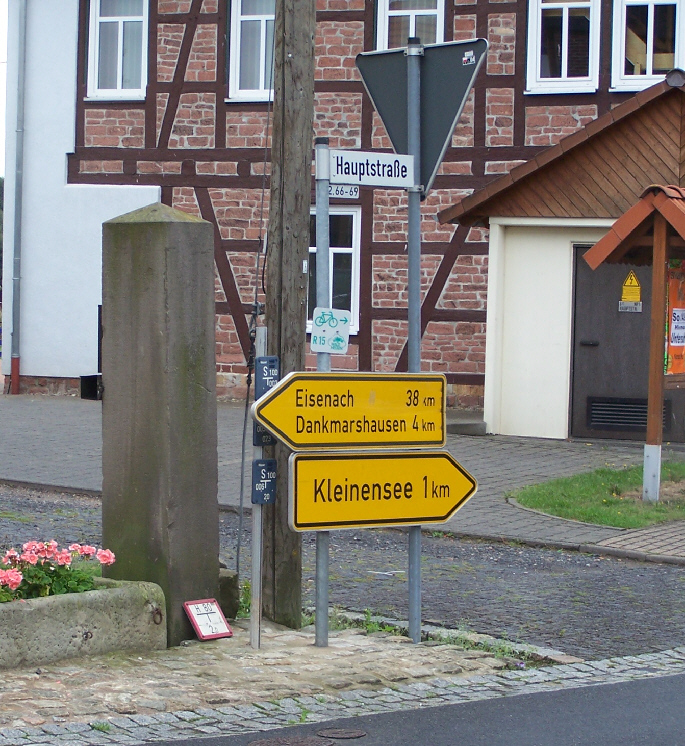
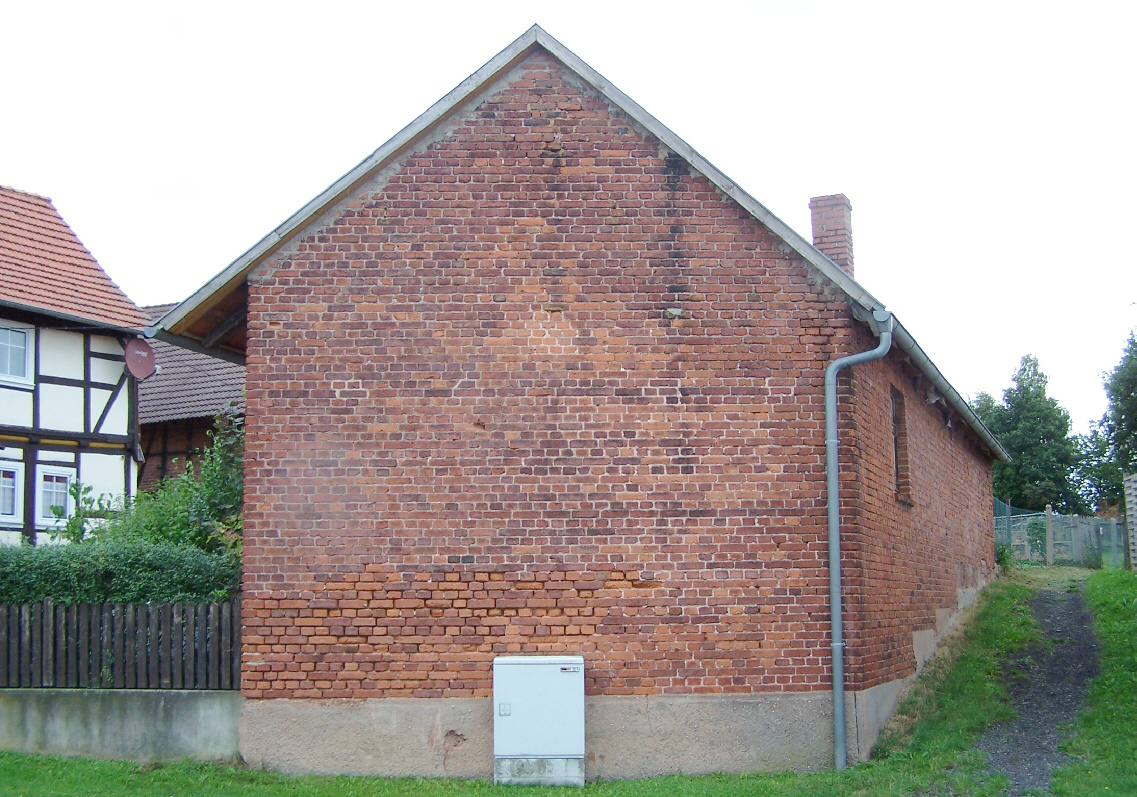
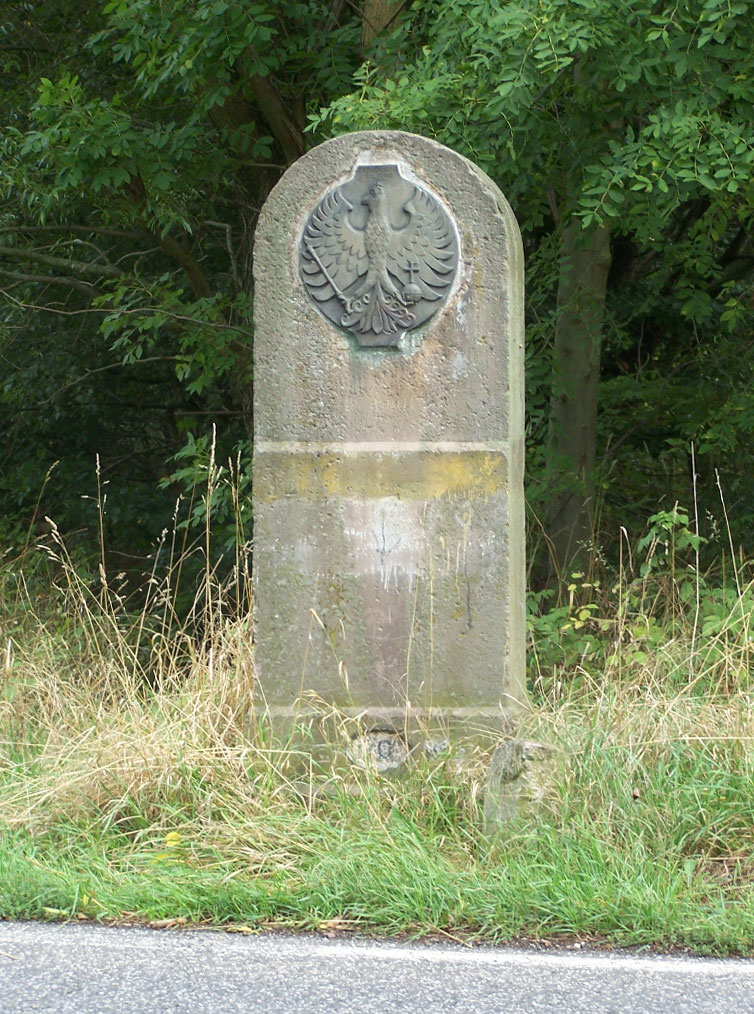
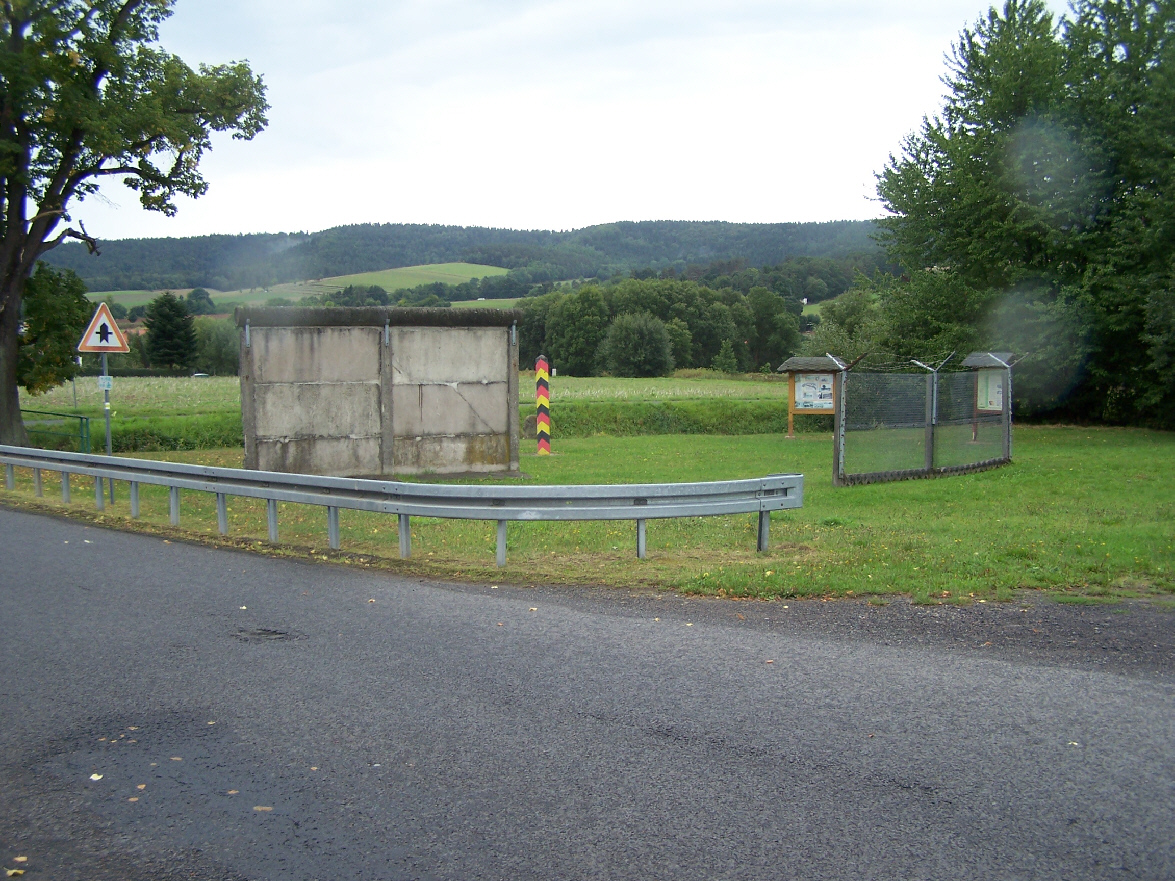
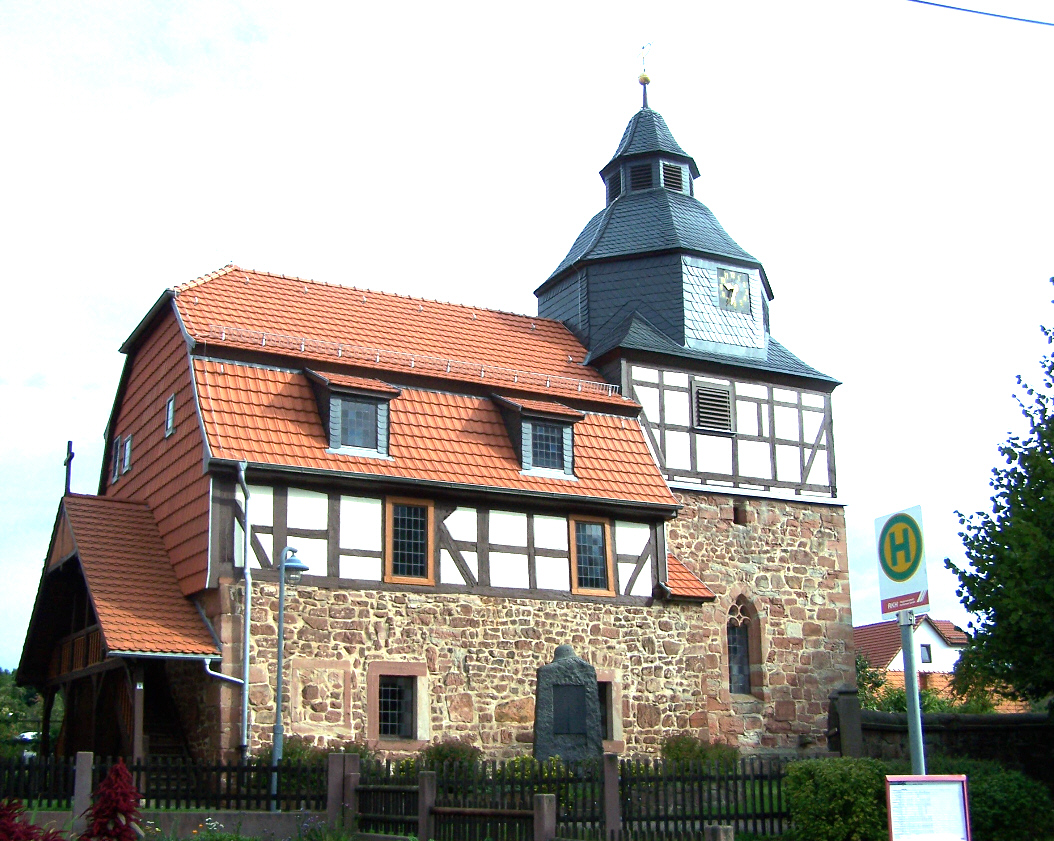